# Transkulturní ošetřovatelství
Transkulturní ošetřovatelství (nazývané též multikulturní ošetřovatelství, kulturně shodná péče apod.), je ošetřovatelský a kulturně-antropologický obor srovnávacího studia a praxe, který zohledňuje individualitu, víru a kulturu jedince či skupiny stejných či odlišných kultur. Má význam nejen pro ošetřování cizinců, ale především pro péči o příslušníky etnických menšin. Teorie transkulturního ošetřování se někdy nazývá také model vycházejícího slunce (Sunrise model) podle schématu, v němž jednotlivé paprsky znázorňují faktory kulturní identity a jejich vzájemné propojení.
Tento obor studuje kultury a náboženství z hlediska ošetřovatelské praxe. Ošetřující personál má na základě tohoto oboru získat dostatečné znalosti jiných kultur a zvláštností, které je třeba respektovat. Může jít o zvyklosti v pojetí lidského těla a jeho částí, intimity, stravování, režimu dne, komunikace, mezilidských a rodinných vztahů a kontaktů, o zvyklosti v oblasti péče a ošetřovatelství, pojetí zdraví a nemoci, pojetí vztahu mezi ošetřovaným a ošetřujícím atd.
Tento obor a transkulturní přístup vychází z
- respektování kulturních odlišností různých etnik, je spojen s multikulturalismem, později s transkulturalismem, tedy přístup opačný k požadavkům na plnou asimilaci,
- hledání společných nebo blízkých kulturních hodnot.

Multikulturní přístup zdůrazňoval odlišnost kultur a mohl vést k separaci, k nesounáležitosti menšin s hodnotami převládajícími v zemi, kde žijí. Transkulturní přístup zdůrazňuje vzájemnou interakci, komunikaci a respekt.
Teorie studuje rozdíly mezi tradiční a profesionální péčí. Nabádá profesionály, aby poznali tradiční, laické způsoby péče různých kultur a jejich kladné prvky využili v profesionální péči.

## Historie
Zakladatelkou a vůdčí osobností oboru je Madeleine Leiningerová, původně sestra na dětském psychiatrickém oddělení v USA. Svou teorii, kterou začala tvořit od padesátých let dvacátého století, nazvala teorie kulturní péče založené na různorodosti a všestrannosti, zkráceně teorie shodné péče nebo teorie vhodné péče. V šedesátých letech zavedla pojem transkulturní ošetřovatelství (Transcultural care, Transcultural nursing) a prováděla první výzkum v Papui Nové Guineji. Jako pedagožka působila jako významný pedagog na téměř stovce univerzit, je autorkou kolem 30 knih, věnuje se přednáškové činnosti. V současné době působí ve městě Omaha (stát Iowa).
První kurzy a přednášky transkulturního ošetřovatelství probíhaly v letech 1965–1969 na Katedře ošetřovatelství Coloradské university (School of Nursing, University of Colorado). Roku 1973 byla založena katedra transkulturního ošetřovatelství na univerzitě v Washingtonu (Leiningerová katedru vedla ve funkci děkana). V roce 1978 byl zahájen magisterský a doktorský program transkulturního ošetřovatelství na univerzitě v Utahu. V osmdesátých a devadesátých letech obor pronikal na další univerzity, vznikly odborné časopisy (například Journal of Transcultural Nursing), organizace (například Společnost pro transkulturní ošetřovatelství) a obor začal pronikat mimo území Spojených států.
V letech 2002–2004 byly na katedře ošetřovatelství Zdravotně sociální fakulty Ostravské univerzity za podpory grantů Ministerstva zdravotnictví řešeny projekty, jejichž cílem bylo zpracování učebních textů pro bakalářský studijní program týkající se komunikace s cizinci při poskytování zdravotnické péče a implementace multikulturních přístupů.
Mezinárodní kodex sester (ICN, 1973) uvádí, že při poskytování péče sestra „podporuje prostředí, v němž jsou respektovány hodnoty, tradice a duchovní přesvědčení jednotlivců.“